# 田上豊

田上 豊（たのうえ ゆたか、1983年 - ）は、日本の劇作家・脚本家・演出家、熊本県熊本市出身。劇団田上パル主宰。江原河畔劇場芸術監督、芸術文化観光専門職大学助教。
一般財団法人地域創造リージョナル事業派遣アーティスト。奈良市アートプロジェクト舞台芸術プログラムディレクター。

## 人物
1983年、熊本県生まれ。桜美林大学文学部総合文化学科卒業。2006年、劇団「田上パル」を結成。
大学在学中にワークショップデザインを研究し、卒業後も教育現場を中心に、創作型、体験型のワークショップを全国各地で実施。高校、大学での表現科目「演劇」の授業を受け持つほか、演劇部の嘱託顧問も手掛ける。高校生、大学生とのクリエーション、リーディング、市民劇団への書き下ろし、海外共同制作など、劇団外での創作活動も展開している。
富士見市民文化会館 キラリ☆ふじみでは2008年より3年間「キラリンク☆カンパニー」として劇団活動を行ったのち、2011年4月よりアソシエイト・アーティスト、2019年からは第4代芸術監督を務めた（〜2021年）。
2025年より江原河畔劇場の芸術監督に就任。

## ① 田上パル関連の創作活動
- 『報われません、勝つまでは』（2006年）
- 『アルカトラズ合宿』（2007年）
- 『青春ボンバイエ』（2009年）
- 『改造☆人間』（2011年）
- 『右手にテニスボール』（2011年）
- 『長谷川』（2012年）
- 『あくしゃもん』（2013年）
- 『合唱曲第58番』（2011年、2016年ツアー）
- 『プロジェクト７』（2015年）
- 『Q学』（2019年、2025年出石永楽館編）
- 『モガ歴史民俗資料館』（2020年）
- 『タジタジ道中膝栗毛』（2021年、2025年）

## ② 地域・市民・青少年との協働作品
- 田上パル×高校生×キラリふじみ『師走やぶれかぶれ』『新春やぶれかぶれ』（2010年）
- 全国高等学校総合文化祭2014 開催県演目『未来への扉』（2014年）
- 北九州芸術劇場×東筑紫学園高校演劇類型 連携公演『Q学』（2015年）
- いわき総合高校演劇系列 卒業公演『報われません、勝つまでは』（2015年）
- 東アジア文化都市2016奈良市『ならのはこぶね』（2016年）
- 高知市民プラザ かるぽーと『報われません、勝つまでは 土佐弁Ver 現役高校生版・かつて高校生だった者たち版』（2017年）
- 奈良市アートプロジェクト『奈良の夜の夢』（2019年）
- 奈良市アートプロジェクト『おっぱい饅頭』『ぜんざいマラソン』（2020年）
- ゆかいに共生ゆーとぴあ企画『まいるまいるまいる』（2024年）

## ③ キラリ☆ふじみ関連作品
- 『Mother-river Homing』（2012〜2015年、2018年）
- 『奇想曲第58番』（2015年）
- 『Mother-river Welcome－華麗なる結婚－』（2016年）
- 『僕の東京日記』（2017年）
- キラリふじみ×東南アジア舞台コラボレーション『Kin-ball』（2019年）
- 『モガ惑星』（芸術監督企画、2021年）
- キラリンクプログラムVol.1 芸術監督3人いる！企画『Are You Heroine？ ん？』（2022年）

## ④ リーディングドラマ・朗読劇
- 『胸騒ぎの放課後』（2014年）
- 『夏の夜の夢』（2014年）
- 『Mother-river Homing』（2016年）
- 『雨の夏、三十人のジュリエットが還ってきた』（2016年）
- 文の京リーディングドラマ『三四郎』（2023年）

## ⑤ コラボレーション
- キラリふじみ×東南アジア共同制作『Kin-ball』（2019年）
- 国指定重要文化財名草神社×芸術文化観光専門職大学『わすれなぐさ』（2022年、2025年）
- JR西日本観光列車×芸術文化観光専門職大学『うみやまむすび夢十夜 こんなゆめを見た!!の旅』〜TAJIMA発☆奇々怪々方面、ヘンテコ!?夢うつつ行き。ぶらりとご乗車くださいませ〜』（2023〜2025年）

## ⑥ その他のプロデュース・演出活動
- 青年団若手自主企画『ヒューマンエラー』（2014年）
- 北九州芸術劇場プロデュース『せなに泣く』（2018年）
- 江原河畔劇場『河畔の時間 vol.1ソロパフォーマンスday』（2023年）

### ドラマ
- NHK国際SDGｓムービーキャンペーン 『働きがいと経済成長』（脚本、2021年）